# Заставне (Львівський район)
Заставне́ (до  Ляшки Королівські) — село в Україні, у Глинянській міській громаді Львівського району Львівської області. Орган місцевого самоврядування — Глинянська міська рада. Населення становить 711 осіб.

## Історія
У 1863 році власник села росіянин Солтиков продав його Гіларію Третеру, котрий там оселився. 
У селі Ляшки Королівські за часів правління польського короля Яна III Собеського була збудована велика цегляна садиба. До нашого часу не збереглася, оскільки була сильно пошкоджена під час першої світової війни та остаточно розібрана після 1945 року.
У міжвоєнний період село Ляшки Королівські належали до Перемишлянського повіту Тернопільського воєводства.
У період збройної боротьби ОУН та УПА в селі діяла станиця ОУН та боївка СБ Глинянського районного проводу ОУН під командуванням Володимира Макаровського-"Чайки"
При підозрі у допомозі, співчуванню повстанцям чи ворожому ставленню до радянської влади в перші після воєнні роки було репресовано, вислано до таборів на Сибір мешканців села:
1. БАЛИЧ Єва Андріївна, 1902, с. Заставне, українка, освіта початкова, селянка. 27.07.1946 заарештована УМДБ у Львівській обл. за співпрацю з ОУН і УПА (ст. 20, 54-1а; 54-11 КК УРСР). 11.10.1946 ВТ військ МВС засуджена на 10 р. ВТТ з обмеженням у правах на 5 р. Даних про подальшу долю нема. Реабіліт. Львів. обл. прок. 30.04.1991. АУСБУЛО, П-20754.
2. БАЛИЧ Іван Петрович, 1925, с. Заставне, українець, освіта початкова, селянин (коваль). Учасник підпілля УПА, станичний (псевдо «Дуб»). 6.01.1945 заарештований Глинянським РВ НКВС (ст. 54-1а, 54-11 КК УРСР). 5.04.1945 ВТ Львівського ВО (із застосуванням санкції ст. 2 Указу Президії ВР СРСР від 19.04.1943) засуджений на 15 р. каторжних робіт з обмеженням у правах на 5 р.; Північно-Східний ВТТ, Магаданська обл. Звільнений 28.04.1954 з табору і направлений на спецпоселення. Реабіліт. Львів. обл. прок. 7.04.1993. АУСБУЛО, П-29280.
3. БОДНАР Михайло Семенович, 1923, с. Заставне, українець, неписьменний, селянин. 29.01.1946 заарештований Глинянським РВ НКДБ за співпрацю з ОУН і УПА (ст. 54-1а, 54-11 КК УРСР). 11.10.1946 ВТ військ МВС засуджений на 10 р. ВТТ з обмеженням у правах на 5 р.; Ухто-Іжемський ВТТ, ст. Ухта, Комі АРСР. Звільнений 25.12.1954 з табору і направлений на спецпоселення у м. Кисельовськ, Кемеровська обл. Звільнений 22.07.1958. Реабіліт. Львів. обл.прок. 30.04.1991. АУСБУЛО П-20754.
4. БОДНАР Олександра Семенівна, 1930, с. Заставне, українка, освіта початкова, селянка. 21.10.1947 виселена як член сім’ї учасника підпілля УПА у м. Кисельовськ, Кемеровська обл. Звільнена 22.07.1958. Реабіліт. ЗУ від 17.04.1991.АГУМВСУЛО, Р-29417.
5. БОЖЕЙКО Галина Йосипівна, 1905, с. Заставне, українка, освіта початкова, селянка. 21.10.1947 виселена за співпрацю з ОУН і УПА у Кемеровську обл. Звільнена 22.01.1959 і виїхала у Польщу. Реабіліт. ЗУ від 17.04.1991. АГУМВСУЛО, Р-32242.
6. ГАДЖАЛО Катерина Миколаївна, 1923, с. Заставне, українка, освіта початкова, селянка. Учасник підпілля УПА. 14.07.1946 заарештована Глинянським РВ МДБ (ст. 54-1а КК УРСР). 18.09.1946 ОН при МДБ засуджена на 10 р. ВТТ з обмеженням у правах на 3 р. Звільнена 4.10.1954 з табору і направлена на спецпоселення. Реабіліт. Львів. обл. прок. 6.10.1992. АУСБУЛО, П-26618.
7. ГАЛЕЦЬКА Надія Володимирівна, 1943, с. Заставне, українка. 21.10.1947 виселена як член сім’ї учасника підпілля УПА у м. Кисельовськ, Кемеровська обл. Звільнена у 1956 р. Реабіліт. ЗУ від 17.04.1991. АГУМВСУЛО, Р-31217.
8. ГРИЦАЙ Марія Іванівна, 1874, ур. с. Новосілки, мешк. с. Заставне, українка, неписьменна, селянка. 21.10.1947 виселена як член сім’ї учасника підпілля УПА у м. Кисельовськ, Кемеровська обл. Померла 25.08.1950. Реабіліт. ЗУ від 17.04.1991. АГУМВСУЛО, Р-29417.
9. ДЕЦ Владислав, 1904, с. Заставне, поляк, освіта початкова, селянин. 4.01.1945 ОН при НКДБ засуджений за антирадянську діяльність на 5 р. ВТТ з обмеженням у правах на 5 р. (ст. 54‑1а КК УРСР). Даних про подальшу долю нема. Реабіліт. Львів. обл. прок. 3.11.1994. АУСБУЛО, П-485.
10. ДУЛІБА Микола Миколайович, 1902, ур. с. Заставне, мешк. с. Вижняни, українець,освіта початкова, селянин. 21.10.1947 виселений як член сім’ї учасника підпілля УПА у м. Кисельовськ, Кемеровська обл. Звільнений 30.07.1956. Реабіліт. ЗУ від 17.04.1991.АГУМВСУЛО, Р-30539.
11. ДУЛІБА Михайло Андрійович, 1916, с. Заставне, українець, освіта початкова, селянин. Учасник підпілля УПА. У 1945 р. заарештований Золочівським РВ НКВС (ст. 54-1а, 54-11 КК УРСР). 9.06.1945 ВТ Львівського ВО засуджений на 10 р. ВТТ з обмеженням у правах на 5 р. Звільнений з табору і направлений на спецпоселення. Звільнений 12.04.1956. Реабіліт. ЗУ від 17.04.1991. АУСБУЛО, П-348.
12. ДУЛІБА Павлина Яківна, 1899, ур. с. Женів, мешк. с. Заставне, українка, освіта початкова, селянка. 28.12.1944 виселена як член сім’ї учасника підпілля УПА у Красноярський край. У жовтні 1945 р. втекла зі спецпоселення. Загинула 8.01.1946 у селі. Реабіліт. ЗУ від 17.04.1991. АГУМВСУЛО, Р-33684
13. МИЩУК Стефанія Афанасіївна, 1922, с. Заставне, українка, освіта початкова, селянка. Учасник підпілля УПА. 14.02.1945 заарештована Глинянським РВ НКДБ (ст. 54-1а, 54-11 КК УРСР). 5.04.1945 ВТ Львівського ВО засуджена на 10 р. ВТТ з обмеженням у правах на 5 р. Даних про подальшу долю нема. Реабіліт. Львів. обл. судом 3.03.1991. АУСБУЛО, П-29280.
14. ПАЦЮРКО Софія Григорівна, 1925, с. Заставне, українка, освіта початкова, селянка. 14.07.1946 заарештована Глинянським РВ МДБ за співпрацю з ОУН і УПА (ст. 20, 54-1а; 54-11 КК УРСР). 25.09.1946 ВТ військ МВС засуджена на 10 р. ВТТ з обмеженням у правах на 3 р.; Воркутинський ВТТ, м. Воркута, Комі АРСР. Звільнена 16.06.1955 з табору і направлена на спецпоселення. Реабіліт. Львів. обл. прок. 13.07.1991. АУСБУЛО, П-20998.
15. САВЧУК Володимир Михайлович,1932, с. Заставне, українець, освіта початкова. 21.10.1947 виселений за співпрацю сім’ї з ОУН і УПА у Кемеровську обл. Звільнений 17.05.1958. Реабіліт. ЗУ від 17.04.1991. АГУМВСУЛО,Р-19043.
16. САВЧУК Михайло Гаврилович, 1905, ур. с. Старі Кути (Івано-Франківська обл.), мешк. с. Заставне, українець, освіта початкова, селянин. Учасник підпілля УПА (псевдо «Грушка»). 17.05.1947 заарештований Глинянським РВ МДБ (ст. 54-1а КК УРСР). 17.11.1947 ОН при МДБ засуджений на 10 р. ВТТ з обмеженням у правах на 5 р. (ст. 54-12 КК УРСР). Даних про подальшу долю нема. Реабіліт. Львів. обл. прок. 30.07.1993. АУСБУЛО, П-30335.
17. САВЧУК Роман Михайлович, 1936, с. Заставне, українець, учень. 21.10.1947 виселений за співпрацю сім’ї з ОУН і УПА у Кемеровську обл. Звільнений 17.05.1958. Реабіліт. ЗУ від 17.04.1991. АГУМВСУЛО, Р-19043.
18. САВЧУК Софія Михайлівна, 1942, с. Заставне, українка. 21.10.1947 виселена за співпрацю сім’ї з ОУН і УПА у Кемеровську обл. Звільнена 17.05.1958. Реабіліт. ЗУ від 17.04.1991.АГУМВСУЛО, Р-19043.
19. САВЧУК Ярослав Михайлович, 1934, с. Заставне, українець, освіта початкова. 21.10.1947 виселений за співпрацю сім’ї з ОУН і УПА у Кемеровську обл. Звільнений 17.05.1958. Реабіліт. ЗУ від 17.04.1991. АГУМВСУЛО, Р-19043.
20. СУЛИМА Софія Гнатівна, 1888, с. Заставне, українка, неписьменна, селянка. 28.09.1944 виселена як член сім’ї учасника підпілля УПА у Черемховський р-н, Іркутська обл. Звільнена у 1948 р. Реабіліт. ЗУ від 17.04.1991. АГУМВСУЛО, Р-18227
21. ТОЛОПКА Петро Григорович, 1908, ур. с. Підсоснів (Пустомитівський р-н), мешк. с. Заставне, українець, освіта вища, священик. Керівник товариства «Просвіта». 9.12.1945 заарештований Глинянським РВ НКДБ за антирадянську пропаганду і агітацію (ст. 54-10 ч. 2 КК УРСР). 29.05.1946 ОН при МДБ засуджений на 6 р. ВТТ з обмеженням у правах на 3 р. Звільнений 9.10.1951 з табору і направлений на спецпоселення. Реабіліт. Львів. обл. прок. 19.10.1993. АУСБУЛО, П-30929
22. ЮРДИГА Єва Федорівна, 1885, с. Заставне, українка, неписьменна, селянка. 21.10.1947 виселена як член сім’ї учасника підпілля УПА у м. Кисельовськ, Кемеровська обл. Померла 8.04.1951.Реабіліт. ЗУ від 17.04.1991.АГУМВСУЛО, Р-27428.[9]

## Населення

### Мова
Розподіл населення за рідною мовою за даними перепису 2001 року:
| Мова       | Кількість | Відсоток |
| ---------- | --------- | -------- |
| українська | 708       | 99.58%   |
| російська  | 3         | 0.42%    |
| Усього     | 711       | 100%     |

## Відомі люди
- Вертипорох Євген (1898—1973) — український хімік, вояк УГА, дійсний член НТШ.
- Матвіїв Олександр Васильович (1938—2006) — український архітектор.